# Duitstalige Gemeenschapsverkiezingen 2009/Kandidatenlijst/Sozialistische Partei
Dit is de kandidatenlijst van de SP voor de Duitstalige Gemeenschapsraadverkiezingen van 2009. De verkozenen staan vetgedrukt.

## Effectieven
1. Karl-Heinz Lambertz
2. Resi Stoffels
3. Louis Siquet
4. Nadine Rotheudt
5. Charles Servaty
6. Kirsten Neycken-Bartholemy
7. René Hoffmann
8. Yvonne Collas
9. Véronique Simon
10. Juliette Plottes
11. Jean-Luc Velz
12. Änny Delhez-Fischer
13. Erwin Klinkenberg
14. Marianne Piters
15. Pierre Pauly
16. Karin Lejeune
17. Arthur Spoden
18. Tamara Barts
19. Freddy Schroeder
20. Fahreta Balicevac
21. Berni Schmitz
22. Céline Knauf
23. Marcel Strougmayer
24. Patricia Pelaez Bayo
25. Edmund Stoffels